# Perdita obscurifascies
Perdita obscurifascies är en biart som beskrevs av Timberlake 1968. Perdita obscurifascies ingår i släktet Perdita och familjen grävbin. Inga underarter finns listade i Catalogue of Life.